# Club Central Jounieh
Il Club Central Jounieh (in arabo: نادي المركزية جونية), noto anche come Al Markaziyya Jounieh, è una squadra di pallacanestro fondata nel 1985 e con sede a Jounieh, situata a 20 chilometri a nord di Beirut, capitale del Libano. Il club è affiliato al Collège Central de Jounieh.

## Storia
Il Club Central Jounieh, venne fondato nel 1985 come associazione polisportiva legata al Collège Central de Jounieh, istituzione scolastica, con sede nella cittadina di Jounieh, fondato e gestito dall'istituzione ecclesiastica dell' Ordine libanese maronita. Il club è noto soprattutto per il suo programma di pallacanestro. Sebbene sia affiliato al Collège Central de Jounieh, il programma professionistico di basket è gestito in modo indipendente. Il club ha la sua sede e disputa le partite casalinghe nel complesso sportivo della scuola.
Il 4 settembre 2024, il Club Central ha vinto per la prima volta la Lebanese Second Division, ottenendo così la promozione per la Lebanese Basketball League 2024-2025. In finale la squadra ha sconfitto il Club Tadamon Hrajel, aggiudicandosi per 2-1 la serie al meglio delle tre partite.
Il 31 gennaio 2025, la squadra conquista la prima edizione della Federation Cup battendo in finale il Club Antonin Sportif con il punteggio di 96-78.

## Palmarès

### Titoli Nazionali
- Lebanese Second Division

Campioni (1): 2024
- Lebanese Basketball Federation Cup

Campioni (1): 2025

## Organico

### Roster 2024-2025
Aggiornato al 9 Luglio 2025
|    | Naz.                   | Ruolo | Sportivo         | Anno | Alt. | Peso |  |
| -- | ---------------------- | ----- | ---------------- | ---- | ---- | ---- |  |
| 1  | Libano (bandiera)      | G     | Malek Hijazi     | 1993 | 190  | 85   |  |
| 2  | Stati Uniti (bandiera) | AG    | Kenny Wooten Jr. | 1997 | 204  | 100  |  |
| 3  | Libano (bandiera)      | PG    | Joseph Zaloum    | 1990 | 180  | 80   |  |
| 5  | Libano (bandiera)      | G     | Georges Choueiry | 1995 | 184  | 83   |  |
| 6  | Libano (bandiera)      | PG    | Jad Nasr         | 2005 | 188  | 82   |  |
| 7  | Libano (bandiera)      | AP    | Omar Kaissy      | 1997 | 193  | 87   |  |
| 8  | Libano (bandiera)      | G     | Elie Ghaleb      | 1993 | 190  | 85   |  |
| 10 | Stati Uniti (bandiera) | AG    | Tyree Corbett    | 1999 | 201  | 93   |  |
| 11 | Stati Uniti (bandiera) | G     | Cameron Young    | 1996 | 195  | 91   |  |
| 12 | Libano (bandiera)      | AG    | Mohammad Dimassi | 1999 |      |      |  |
| 15 | Stati Uniti (bandiera) | AG    | Rion Brown       | 1991 | 198  | 93   |  |
| 16 | Libano (bandiera)      | AP    | Hicham El Helou  | 1997 | 190  | 88   |  |
| 25 | Libano (bandiera)      | C     | Elios Saad       | 2001 | 202  | 98   |  |
| 33 | Libano (bandiera)      | AG    | William Sawan    | 1998 | 201  | 95   |  |
| 35 | Libano (bandiera)      | AG    | Anthony Nabaa    | 2006 | 200  | 90   |  |

### Staff tecnico
| Ruolo           | Nome          |
| --------------- | ------------- |
| Capo Allenatore | Marwan Khalil |